# 橘麻美
橘 麻美（たちばな あさみ、1987年4月28日 - ）は、日本の作曲家、編曲家、ウッドベース奏者。神奈川県出身、レジェンドア所属。

## 来歴
幼少期よりピアノを始め、中学校では吹奏楽部でホルンを、高校ではジャズ部でウッドベースを担当する。高校卒業後一般の大学に進学するが、音楽の道を諦めきれずに中退、以降本格的に作曲やアレンジの勉強に取り組むようになる。
主にテレビドラマ、テレビアニメの音楽・サウンドトラックなどを制作。

## 作品

### テレビドラマ
2011年
- HUNTER〜その女たち、賞金稼ぎ〜（関西テレビ・共同：山田豊）

2013年
- LINK（WOWOW・共同：澤野弘之）
- ハードナッツ!（NHK BSプレミアム、共同：和田貴史）

2014年
- 家族狩り（TBSテレビ・共同：林ゆうき）
- ディア・シスター（フジテレビ・共同：白石めぐみ、大間々昂、Jhameel）

2016年
- フラジャイル（フジテレビ・共同：林ゆうき）
- キャリア〜掟破りの警察署長〜（フジテレビ）

2017年
- 嘘の戦争（関西テレビ・共同：林ゆうき）
- スリル!〜赤の章・黒の章〜（NHK総合/BSプレミアム）
- 愛してたって、秘密はある。（日本テレビ・共同：林ゆうき）

2018年
- シグナル 長期未解決事件捜査班（関西テレビ・共同：林ゆうき）

2019年
- あなたの番です（日本テレビ・共同：林ゆうき）

2020年
- 10の秘密（関西テレビ・共同：林ゆうき）
- もやモ屋〜明日香と赤い金魚〜（NHK Eテレ）

### テレビアニメ
2012年
- ROBOTICS;NOTES（共同：林ゆうき）

2014年
- ハイキュー!!シリーズ（2014年 - 2020年・共同：林ゆうき）
- ソウルイーターノット!（共同：林ゆうき）
- ガンダムビルドファイターズトライ（共同：林ゆうき）

2015年
- 終わりのセラフ（共同：澤野弘之、和田貴史、白石めぐみ）
- 青春×機関銃
- 進撃!巨人中学校

2018年
- ダーリン・イン・ザ・フランキス
- ソラとウミのアイダ

2019年
- スター☆トゥインクルプリキュア（2019年 - 2020年・共同：林ゆうき）

2020年
- 憂国のモリアーティ

2022年
- 後宮の烏

### その他テレビ番組
- 新・ルソンの壺（2013年、NHK大阪放送局）
- ニュースKOBE発（2015年、NHK神戸放送局）
- かんさい熱視線（2017年、NHK大阪放送局）

### 映画音楽
- 映画 プリキュアミラクルユニバース（2019年、東映・共同：林ゆうき）
- 映画 スター☆トゥインクルプリキュア 星のうたに想いをこめて（2019年、東映・共同：林ゆうき）
- 劇場版ハイキュー!! ゴミ捨て場の決戦（2024年、東宝・共同：林ゆうき[10]）

### 編曲
- Lumiere
  - 世界で一番愛してる（2012年）
  - ENDLESS WORLD（2013年）
  - SHINING HIGH（2013年）
  - BLACK WALL（2014年）